# Stazione di Shimonoseki
La stazione di Shimonoseki (下関?, Shimonoseki-eki) è una stazione ferroviaria situata nella città di Shimonoseki, nella prefettura di Yamaguchi in Giappone. Si trova lungo la linea principale Sanyō e segna il punto di divisione fra il controllo della JR West e della JR Kyushu. Inoltre, sebbene non sia il capolinea ferroviario ufficiale, tutti i treni della linea principale San'in arrivano fino a questa stazione.

## Linee e servizi
JR West
■ Linea principale Sanyō
■ Linea principale San'in (servizio ferroviario)
 JR Kyushu
■ Linea principale Sanyō

## Caratteristiche
La stazione è dotata di tre marciapiedi a isola con sei binari su viadotto passanti. Il fabbricato viaggiatori si trova sotto il piano del ferro, e sono presenti tornelli automatici, biglietterie automatiche e presenziate, chioschi e diversi servizi tipici delle grandi stazioni.
| 3-4     | Binari di attestamento    | Binari di attestamento                     |
| 6-7-8-9 | ■ Linea principale Sanyō  | per Shin-Shimonoseki, Asa e Shin-Yamaguchi |
| 6-7-8-9 | ■ Linea principale San'in | per Kogushi e Nagato                       |
| 7-8     | ■ Linea principale Sanyō  | per Moji e Kokura                          |

## Stazioni adiacenti
| «                                | Servizio                       | »                              |
| Linea principale Sanyō JR West   | Linea principale Sanyō JR West | Linea principale Sanyō JR West |
| Linea principale San'in          | Linea principale San'in        | Linea principale San'in        |
| -------------------------------- | ------------------------------ | ------------------------------ |
| Hatabu                           | -                              | Capolinea                      |
| Linea principale Sanyō JR Kyushu |                                |                                |
| Capolinea                        | -                              | Moji                           |